# Francesc Macià
Francesc Macià i Llussà, que firmó como Francisco Maciá hasta los 55 años (Villanueva y Geltrú, 21 de septiembre de 1859-Barcelona, 25 de diciembre de 1933), fue un político y militar español de ideología republicana e independentista catalana, teniente coronel del Ejército de Tierra, presidente de la Generalidad de Cataluña y uno de los fundadores de los partidos Estat Català y Esquerra Republicana de Catalunya; fue sucedido al frente de este último por Lluís Companys tras su muerte a los 74 años.

## Biografía
Nacido en Villanueva y Geltrú el 21 de septiembre de 1859, a los quince años ingresa en la Academia de Ingenieros de Guadalajara. Termina su formación tras cinco años y pasa destinado como teniente a Madrid en la sección de telegrafía. Es destinado a Sevilla con el grado de capitán (1882) y después a Lérida, donde llega a teniente coronel.
Se casó con Eugenia Lamarca en 1888, hija del arquitecto y terrateniente leridano, Agapito Lamarca Quintana. En 1896 el teniente coronel Macià se presentó como voluntario para ser trasladado a Cuba, solicitud que no fue admitida.
Sin embargo, tuvo que salir de la institución militar después de condenar el ataque de algunos oficiales del ejército al semanario La Veu de Catalunya en 1905. Estos asaltaron la imprenta en la que se elaboraba el semanario donde se había publicado una caricatura que consideraron vejatoria para los oficiales destinados en Cataluña, la revista satírica el Cu-cut y justo después el emplazamiento de la Liga Regionalista. En vez de tomarse medidas contra los militares, se les dio la razón y a los autores de la caricatura se les juzgó por un tribunal militar, es decir, la Ley de Jurisdicciones. Este hecho llevó a que se crease la Solidaridad Catalana, y Macià comenzó su actividad política.

### Inicios en política
Se presenta a diputado en las elecciones del 21 de abril de 1907 en las listas de la Solidaridad Catalana representando a Barcelona, obteniendo escaño con un gran éxito para su coalición política (44 de 47 diputados de Cataluña). Pero en 1908, se retira de las cortes. El mismo año consta su participación en una concentración carlista en el pueblo de Butsènit d'Urgell, en la que ofrecería su espada de militar a la causa.
Volverá a ser elegido diputado en 1914, 1916, 1918, 1919, 1920 y 1923. En el Congreso se dedica inicialmente a promover la regeneración de España, aunque irá deslizándose hacia el republicanismo.
A finales del año 1918, fundó la Federació Democràtica Nacionalista, una pequeña formación nacionalista fundamentalmente situada dentro la izquierda política, aunque no exenta de afinidad con las huestes carlistas. En julio de 1922, protagonizó la fundación de una organización paramilitar, Estat Català («Estado Catalán», EC).

### Dictadura de Primo de Rivera
En septiembre de 1923, tras el golpe de Estado de Primo de Rivera, se exilió en Francia. Asentado inicialmente en Perpiñán, junto con su secretario, el periodista Antoni Puch Ferrer, se trasladarían a finales de año a París, previo paso por Châteauroux. A principios de 1924, Macià instaló las oficinas del estado mayor de Estat Català en la rue de Charles Duflos de Bois-Colombes, en las afueras de París, juntamente con Josep Bordas de la Cuesta, Ernest Dalmau, Antoni Puch Ferrer, y más tarde, Ventura Gassol y Josep Carner i Ribalta.
En octubre de 1925, emprendió un viaje a Moscú para recabar ayuda de la III Internacional, manteniendo encuentros con Grigori Zinóviev y Nikolái Bujarin, actuando como intérprete Andreu Nin, pero sin llegar a ningún compromiso.

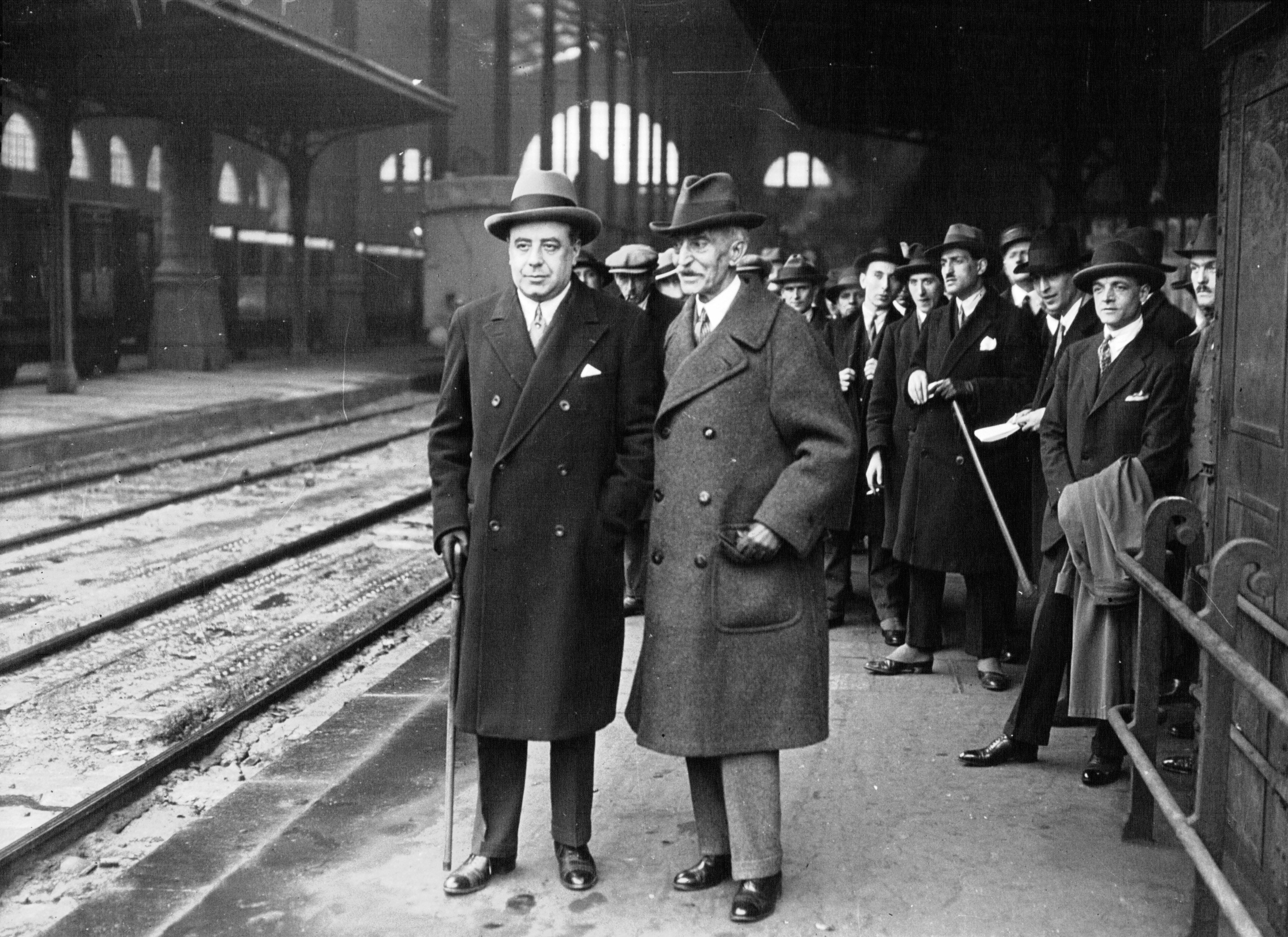
Macià en París en 1927

En 1926, en plena dictadura de Miguel Primo de Rivera organizó una incursión armada de voluntarios —el denominado «complot de Prats de Molló»— para invadir Cataluña desde Francia, provocar una insurrección general y proclamar una república catalana; la expedición, deficientemente preparada, no llegó a cruzar la frontera franco-española al ser detenida por la Gendarmería francesa en Prats de Molló. Esto le hará ganar mucha popularidad en Cataluña. Abortado el complot, Macià fue detenido y desterrado a Bélgica. 
Tras residir unos cuantos meses en Bruselas, entró clandestinamente en Argentina, donde residió más de medio año. Tras efectuar visitas a las comunidades de catalanes en Uruguay, Argentina y Chile, llegó a Cuba en agosto de 1928. En La Habana fundó el Partido Separatista Revolucionario de Cataluña, del cual fue presidente y en el que estudió por primera vez (en septiembre-octubre de 1928) la posibilidad de constituir una República Catalana que adopte «como forma de Gobierno la República técnico-democrática-representativa».

### Segunda República
Caída la dictadura del general Primo de Rivera (enero de 1930), Macià regresa a España el 22 de febrero de 1931. Fue elegido diputado a Cortes en 1931 (y más tarde también en 1933). En 1931, Estat Català se unió con el Partit Republicà Català de Lluís Companys y el grupo L'Opinió para fundar el nuevo partido Esquerra Republicana de Catalunya (ERC), manteniendo autonomía interna.

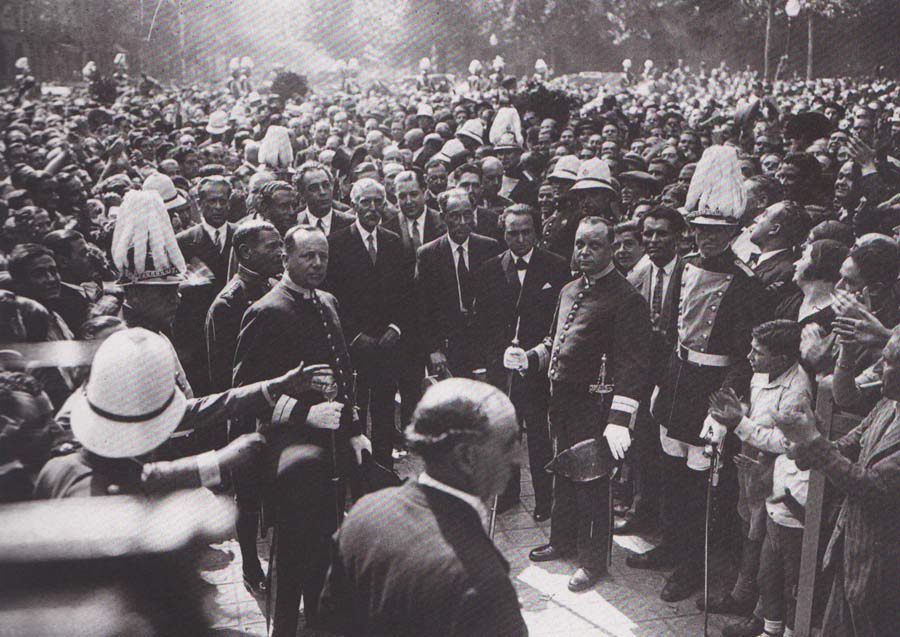
Acto de homenaje a Rafael Casanova en 1931 presidido por Francesc Macià

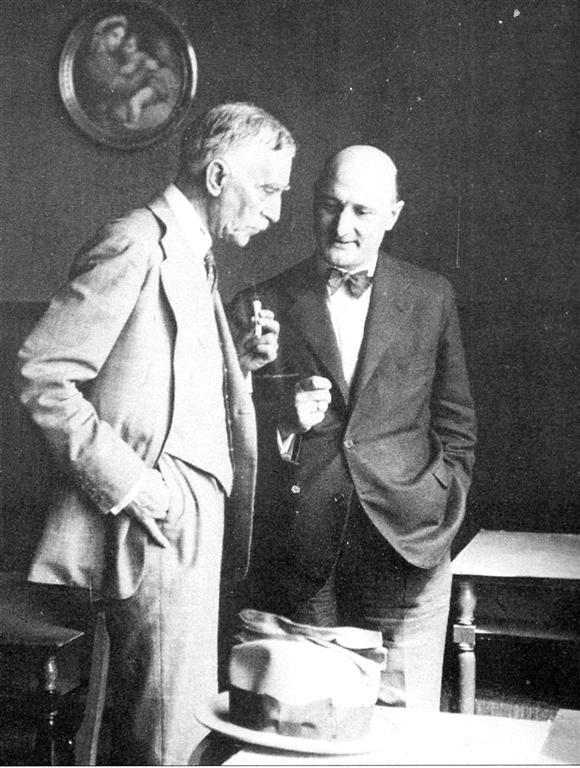
Fotografiado junto a Manuel Ainaud en 1932

El 14 de abril de 1931, las elecciones municipales que llevaron a la Segunda República española también dieron la mayoría en Cataluña a ERC. El mismo día, desde el balcón del Palacio de la Generalidad de Cataluña, Macià proclamó la República Catalana en los siguientes términos:
En nombre del pueblo de Catalunya proclamo el Estado Catalán bajo en régimen de una República Catalana, que libremente y con toda cordialidad ansía y pide a los otros pueblos hermanos de España su colaboración en la creación de una Confederación de pueblos ibéricos ofreciéndoles por los medios que sean de liberarse de la Monarquía borbónica.
En estos momentos hacemos llegar nuestra voz a todos los pueblos libres del mundo, en nombre de la libertad, de la justicia y de la paz de los pueblos.

El presidente de la República Catalana, Francesc Macià
 La proclamación se adelantaba en algunas horas a la proclamación de la Segunda República española en Madrid. El día siguiente, 15 de abril, Macià enviaba «instrucciones para la proclamación de la república catalana a los ayuntamientos de Cataluña»
Tras la proclamación, dirigentes del carlismo catalán acudieron a ofrecer su «colaboración patriótica».
 

La proclamación de la República Catalana por parte de Macià abrió un conflicto con el recién constituido Gobierno provisional de la República. Para resolverlo, tres días después, tres ministros del Gobierno provisional (Marcelino Domingo, Nicolau d'Olwer y Fernando de los Ríos) llegaban a Barcelona para negociar, alcanzando un acuerdo por el que Macià aceptaba el compromiso del Gobierno provisional de que presentaría en las futuras Cortes Constituyentes un estatuto de autonomía para Cataluña:
Los tres ministros del Gobierno provisional de la República han confirmado de la manera más completa y absoluta, la seguridad del cumplimiento del Pacto de San Sebastián y se ha reconocido por todos los reunidos la conveniencia de adelantar la elaboración del Estatuto de Cataluña» que, «una vez aprobado por la Asamblea de Ayuntamientos Catalanes, será presentado, como ponencia del Gobierno provisional de la República y como solemne manifestación de la voluntad de Cataluña, a la resolución de las Cortes Constituyentes
En la práctica, tras las negociaciones, Macià renunciaba a la República Catalana y el Gobierno de Cataluña pasaría a utilizar en adelante la denominación de Generalitat de Catalunya.
Con la creación del parlamento catalán, Macià fue elegido diputado por dos circunscripciones diferentes, Lérida y Barcelona ciudad, teniendo que renunciar a una de las actas. Fue elegido presidente de la Generalidad con 63 votos a favor en el parlamento catalán el 14 de diciembre de 1932. Se mantuvo en el cargo hasta su muerte en 1933. 
Durante su mandato, se produjeron algunos conflictos sociales como la huelga general de Barcelona de septiembre de 1931. Con la creación de Estat Catalá trató de ensamblar un ultranacionalismo compatible con un populismo de izquierdas. Representante de un nacionalismo radical periférico, su figura llegó a ser tomada coyunturalmente como modelo por Ernesto Giménez Caballero a la hora de elucubrar acerca de la conformación de un nacionalismo español combativo y fascistizante. En cambio, durante el periodo de la Segunda República, desde la perspectiva del liberalismo europeo, imbuido de un aura heroica, tendió a ser visto como el abanderado de un movimiento democrático.

### Personalidad
Según Cruells Pifarré, «era un hombre de acción, más que de palabras. Era un hombre de ideas simples, de ideologías políticas sin especulaciones filosóficas, sin abstracciones. En resumen, sin ninguna preparación filosófica o ideológica especial.»

### Fallecimiento
Macià falleció de una apendicitis aguda el 25 de diciembre de 1933 a los setenta y cuatro años de edad. Fue sustituido al frente de la Generalidad de Cataluña por Lluís Companys.
Durante la Guerra Civil, ante el inminente triunfo del bando sublevado, Josep Tarradellas mandó a un funcionario a recoger el corazón de Macià y llevárselo al exilio y comunicó a la familia que, para evitar profanaciones, el cuerpo de Macià había sido trasladado secretamente de su tumba oficial al panteón Collaso Gil. En 1954 Tarradellas fue nombrado presidente de la Generalidad en el exilio. Durante la Transición, Tarradellas regresó a España y la familia le reclamó el corazón de Macià, ya que el Ayuntamiento de Barcelona deseaba realizar un acto solemne de la devolución del corazón al sepulcro. Se procedió a la exhumación del cadáver del panteón Collaso Gil pero se descubrió que Macià no había sido enterrado allí, lo que provocó la profunda indignación de la familia de Macià y del Ayuntamiento. Tras esto se comprobó que, efectivamente, el cuerpo de Maciá se encontraba en su tumba original. Se descubrió, además, que en la tumba de Macià el corazón seguía allí, con lo cual el supuesto corazón de Macià que conservaba Tarradellas era de un individuo desconocido.

### Archivos personales
Los archivos personales de Macià se encuentran depositados en el CRAI Biblioteca Pavelló de la República de la Universidad de Barcelona. Consta de correspondencia recibida o escrita por Joan Agell, escritos de Joan Agell, documentos del Centre Català de Nueva York, documentos y escritos diversos, y recortes de prensa.